# Into the Arms of Strangers: Stories of the Kindertransport
Into the Arms of Strangers: Stories of the Kindertransport é um filme-documentário anglo-estadunidense de 2000 dirigido e escrito por Mark Jonathan Harris, que fala sobre Kindertransport, organizado durante a Segunda Guerra Mundial. Venceu o Oscar de melhor documentário de longa-metragem na edição de 2001.